# 迈克尔·阿廷
迈克尔·阿廷（Michael Artin，1934年6月28日—），是一名美国数学家、麻省理工学院数学系退休教授。他因代数几何的贡献 而被视为在其领域的杰出教授之一。

## 生涯
阿廷出生于德国汉堡市，并在美国印第安纳州长大，父亲埃米尔·阿廷是20世纪著名的几何学家。1937年，因为迈克尔·阿廷的外公是犹太人缘故，阿廷夫妇离开德国。1955年，迈克尔·阿廷在普林斯顿大学完成本科教育，之后转入哈佛大学，并在奥斯卡·扎里斯基指导下，于1960年取得博士学位。
1960年早期，阿廷供职于法国高等科学研究所，致力于代数几何研讨会中SGA4关于topos理论和平展上同调的研究。在局部代数领域，他在概型范畴中刻画可表示函子的研究，导致了Artin逼近定理的产生。这项工作同时引发了一个代数空间和代数堆的想法，并在模理论中证明出非常深远的影响力。另外，他在代数簇的变形理论中做出重大贡献。此外他也研究从几何角度研究非交换环。
2002年，阿廷获得美国数学会颁发的勒罗伊·P·斯蒂尔奖。2005年，他获得哈佛百年奖章。2013年，因其在代数几何方面的基础性贡献，他获得沃尔夫奖。2015年，他獲得美國國家科學獎章。
他是美国国家科学院，美国艺术与科学院院士，美国科学促进协会，美国工业与应用数学协会和美国数学会的会员。